# سید جمال‌الدین اسدآبادی (شوش)
سیدجمال‌الدین اسدآبادی (شوش)، روستایی از توابع بخش مرکزی شهرستان شوش در استان خوزستان ایران است.

## جمعیت
این روستا در دهستان بن معلی قرار دارد و براساس سرشماری مرکز آمار ایران در سال ۱۳۸۵، جمعیت آن ۱۱۲ نفر (۱۹خانوار) بوده‌است.